# Charles Rocket
Charles Rocket (Bangor (Maine), 28 augustus 1949 – Windham County (Connecticut), 7 oktober 2005 ), geboren als Charles Adams Claverie, was een Amerikaans acteur.

## Biografie
Rocket werd geboren in Bangor (Maine), hij doorliep in de jaren zestig zijn highschool aan de Rhode Island School of Design in Providence (Rhode Island).
Rocket was getrouwd, op 7 oktober 2005 werd hij dood gevonden op een veld door zelfmoord.

## Filmografie

### Films
Selectie:
- 2000 Titan A.E. – als Firrikash / beveiliger slavenmarkt (stemmen)
- 1997 Murder at 1600 – als Jeffrey
- 1994 Dumb and Dumber – als Nicholas Andre
- 1994 Wagons East – als generaal Larchmont
- 1994 It's Pat – als Kyle Jacobsen
- 1993 Short Cuts – als Wally Littleton
- 1993 Hocus Pocus – als Dave
- 1990 Dances with Wolves – als luitenant Elgin
- 1988 Earth Girls Are Easy – als Ted

### Televisieseries
Uitgezonderd eenmalige gastrollen.
- 1994-2003 Touched by an Angel – als Adam – 12 afl.
- 2000 Normal, Ohio – als Danny – 12 afl.
- 1997-1998 The New Batman Adventures – als diverse stemmen – 3 afl.
- 1998 Cybill – als Charlie Addison – 2 afl.
- 1995-1996 The Home Court – als rechter Gil Fitzpatrick – 20 afl.
- 1993 Wild Palms – als Stitch – 3 afl.
- 1993 Flying Blind – als Dennis Lake – 5 afl.
- 1992 Tequila and Bonetti – als kapitein Midian Knight – 11 afl.
- 1985-1989 Moonlighting – als Richard Addison – 6 afl.
- 1988-1989 Murphy's Law – als Victor Beaudine - 3 afl.
- 1987-1988 Max Headroom – als Grossberg – 4 afl.
- 1980-1981 Saturday Night Live – diverse karakters – 12 afl.

### Computerspellen
- 2002 Age of Mythology – als Ajax
- 2002 Star Wars: Jedi Starfighter – als Nym
- 2001 Star Wars: Starfighter – als Nym
- 1999 Descent 3 – als toegevoegde stemmen

- Biblioteca Nacional de España: XX4967384
- Bibliothèque nationale de France: cb16201210f (data)
- International Standard Name Identifier: 0000 0000 7852 8180
- Library of Congress Control Number: no00073662
- MusicBrainz: 3c4d5754-71cd-486d-a80b-3b09140d6b21
- Nationale Bibliotheek van Polen: a0000001753831
- Virtual International Authority File: 6940925
- WorldCat: E39PBJx8HDt37WYFqyCyk3FR8C